# Sterne fuligineuse
Onychoprion fuscatus
Espèce
Statut de conservation UICN

 LC  : Préoccupation mineure

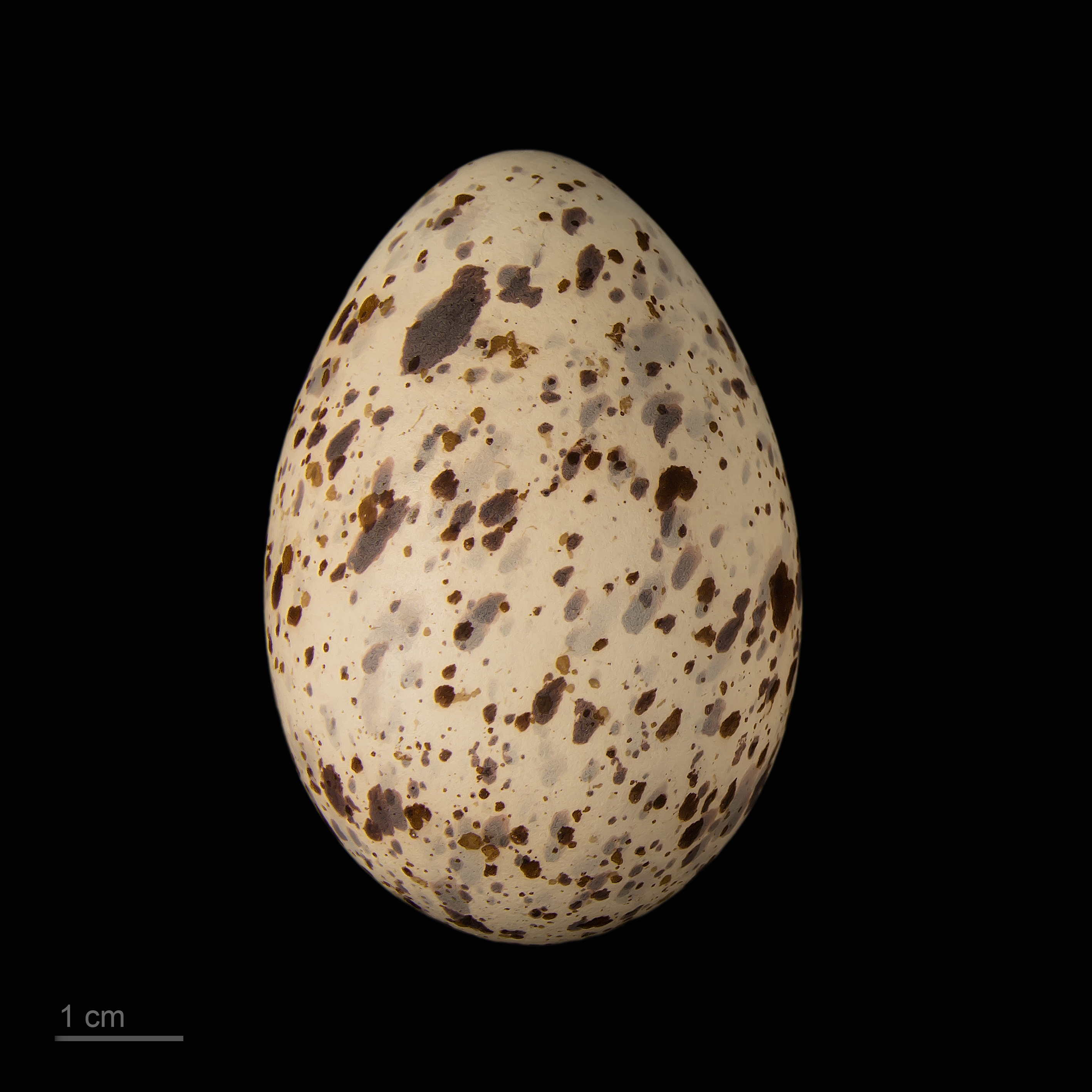
œufs de Onychoprion fuscatus - Muséum de Toulouse

La Sterne fuligineuse (Onychoprion fuscatus) est une espèce d’oiseaux appartenant à la famille des Laridae.
Les sternes fuligineuses sont également appelées hirondelles de mer.

## Caractéristiques
La sterne fuligineuse mesure 36 à 45 cm de longueur pour une envergure de 82 à 95 cm et une masse de 140 à 240 g. Elle est noirâtre sur le dessus et blanche sur le dessous. Son front est blanc, ses pattes et son bec noirs. Sa queue, noire, est bordée de blanc sur les plumes externes.

## Comportement
Cette sterne est capable de voler pendant plusieurs mois d'une seule traite. C'est un oiseau marin pélagique (espèce vivant en pleine mer) revenant à terre uniquement pendant la saison de reproduction entre janvier et juillet.

### Reproduction
Cet oiseau niche sur des îles tropicales en colonies bruyantes, à même le sol. Un œuf (voire deux)  est pondu puis couvé durant un mois environ. Les deux parents se relaient pour l'incubation et l'élevage. Cette espèce se repère grâce aux astres et au soleil pour retourner vers son nid, comme lors des chasses pour nourrir ses petits.

### Régime alimentaire
Cette Sterne se nourrit de petits poissons, calmars et crustacés. Elle apprécie particulièrement les poissons volants, qu'elle attrape au vol ou en immergeant son bec, mais elle plonge rarement car elle est incapable de nager.

## Répartition
Cette espèce est présente dans les eaux tropicales et subtrobicales des Amériques, d'Australie, d'Asie et d'Afrique.

Aire de distribution de la Sterne fuligineuse

## Taxinomie
D'après la classification de référence (version 14.1, 2024) de l'Union internationale des ornithologues, la Sterne fuligineuse possède 6 sous-espèces (ordre philogénique) :
- Onychoprion fuscatus fuscatus (Linnaeus, 1766) ;
- Onychoprion fuscatus nubilosus (Sparrman, 1788) ;
- Onychoprion fuscatus serratus (Wagler, 1830) ;
- Onychoprion fuscatus oahuensis (Bloxam, A, 1827) ;
- Onychoprion fuscatus crissalis (Lawrence, 1872) ;
- Onychoprion fuscatus luctuosus (Philippi & Landbeck, 1866).

Pour l'Union internationale des ornithologues, Onychoprion fuscatus kermadeci Mathews, 1916 est une sous-population de Onychoprion fuscatus serratus (Wagler, 1830).